# Special Dalida
Special Dalida è un album in studio della cantante franco-italiana Dalida, pubblicato nel 1982 da Carrere.
Questo album è la colonna sonora dello spettacolo Numéro un Dalida, trasmesso alla TV francese la vigilia di Capodanno. Dalida si esibisce in un hotel con una serie di nuove canzoni, iniziando lo spettacolo con Pour vous e terminando con Bye Bye. Gli ospiti di questo spettacolo, che risulta il primo visto in Francia, sono Mireille Mathieu, Chantal Goya, Nana Mouskouri, Francis Huster, Jean-Jacques Debout e Roger Hanin.
Comment l’oublier è la versione in lingua francese del celebre pezzo in arabo di Dalida Helwa ya Baladi, uscito nel 1979. Il brano, scritto da Bernard Liamis, Gilbert Sinoué e Jeff Barnel, è un omaggio della cantante in ricordo del presidente egiziano Anouar-El-Sadate. 
Vi è poi Ensemble, un toccante dialogo tra la Dalida cantante (l’artista) ed il suo "io", la parte interiore e fragile di se stessa: Yolanda.  
Nell'album è inoltre presente un nuovo brano in italiano dal titolo Danza. Dalida interpreterà questo pezzo alla televisione francese, assieme ai suoi due ballerini, in due occasioni: il 14 febbraio 1982 per il programma Chansons à la Carte e in un’ulteriore emissione nella quale indosserà un iconico abito dorato in stile Marilyn Monroe, firmato Loris Azzaro, che la contraddistinguerà per quell'anno; il vestito verrà emblematicamente soprannominato, dagli ammiratori della cantante, « La robe Danza » proprio grazie a quella registrazione video.
Così, inizia per Dalida il 1982.

## Tracce
Lato A
1. Si la France
2. Jouez bouzouki
3. Ensemble (Dalida et Yolanda)
4. Quand je n'aime plus je m'en vais
5. Comment l'oublier
6. Le jour où la pluie viendra (versione 1982)

Lato B
1. Danza
2. Nostalgie
3. Pour vous
4. J'aurais voulu danser
5. Pour toi, Louis
6. Bye bye